# Barbelune
 (août 2015).
Si vous disposez d'ouvrages ou d'articles de référence ou si vous connaissez des sites web de qualité traitant du thème abordé ici, merci de compléter l'article en donnant les références utiles à sa vérifiabilité et en les liant à la section « Notes et références ».
Barbelune est un roman fantastique français écrit par Aimé Blanc.

## Résumé
Barbelune est un romancier sur le déclin. Un jour, il écrit un roman concernant les aventures d'un « garçon de mauvaise vie », Ernest. Or pour une raison inexpliquée confinant au fantastique, Ernest sort du roman et envisage de tuer son « père littéraire »…